# Kaurorchis
Kaurorchis é um género botânico pertencente à família das orquídeas (Orchidaceae).

## Espécies
- Kaurorchis evasa